# Port lotniczy Kalokol
Port lotniczy Kalokol (IATA: KLK, ICAO: HKFG) – port lotniczy położony w Kalokol, w Kenii.